# Aeroporto Internazionale di Damasco
L'Aeroporto Internazionale di Damasco è un aeroporto situato nei pressi di Damasco capitale della Siria.

## Storia
Ufficialmente è stato aperto a metà degli anni settanta diventando l'aeroporto più trafficato della Siria. Da quando ha iniziato l'attività ha sempre avuto un discreto aumento del traffico.
Nel 2004 si è stimato un transito di più di 3.200.000 passeggeri. Ultimamente è stato oggetto di ammodernamenti che si erano ormai resi indispensabili.

## Sviluppi futuri
Lo Stato siriano ha affermato che, non appena cessata la Guerra civile siriana e il turismo fosse cresciuto, l'aeroporto sarebbe stato ampliato ulteriormente, con 2 terminal, con maggiori servizi.

## Dati tecnici
L'Aeroporto è provvisto di tre ristoranti, due duty-free, vari negozi di souvenir ed abbigliamento ed offre servizi bancomat,   ambulanza, ristorante e sale relax.
Ha un solo terminal e due piste lunghe circa 3.600 metri ognuna, con superficie in asfalto.

## Incidenti
• Il 24 aprile 1954, lo SNCASE Languedoc SU-AHZ di Misr Air stava partendo dall'aeroporto quando il carrello di dritta è collassato improvvisamente.
• Il 10 novembre del 1970, un Douglas DC-3 di Saudia, partito da Amman e diretto a Riyāḍ in Arabia Saudita, è stato dirottato e deviato verso Damasco, per motivi rimasti ignoti.
• Il 20 agosto del 1975, il volo ČSA 540 si è schiantato durante l'atterraggio nell'Aeroporto Internazionale di Damasco. Dei 128 passeggeri e membri dell'equipaggio a bordo sono sopravvissute solo due persone.